# Warner Independent Pictures
La Warner Independent Pictures è stata una divisione speciale della Warner Bros.
L'uso del termine «indipendente» all'interno del suo nome non era letterale – in quanto era una divisione della Warner Bros., a sua volta parte del gruppo Time Warner – ma identificava invece il settore di mercato della divisione, che produceva, acquisiva e distribuiva film indipendenti, ovvero con dei budget ampiamente preventivati sotto i 20 milioni di dollari.
Fondata nell'agosto del 2003, il suo primo film è stato Before Sunset - Prima del tramonto, del 2004.
Dopo che la Time Warner ad inizio 2008 inserì la New Line Cinema – comproprietaria con la HBO della Picturehouse – nella Warner Bros., la stampa di Hollywood ritenne che la Picturehouse stessa e la Warner Independent Pictures si sarebbero fuse. Contrariamente a ciò, i vertici della Time Warner annunciarono, in data 8 maggio dello stesso anno, la chiusura di entrambe le aziende.

## Film
Lista per anno dei film usciti negli Stati Uniti:

### 2004
- Around the Bend
- Before Sunset - Prima del tramonto
- Criminal
- Una casa alla fine del mondo
- Una lunga domenica di passioni
- I giochi dei grandi

### 2005
- Eros
- Ogni cosa è illuminata
- Good Night, and Good Luck. numerose nomination agli Oscar, inclusa quella di miglior film
- The Jacket
- La marcia dei pinguini vincitore di molti premi, incluso un Oscar per il miglior documentario
- Paradise Now

### 2006
- Duck Season
- For Your Consideration
- Infamous - Una pessima reputazione
- Looking for Comedy in the Muslim World
- Mama's Boy
- Mary Queen of Scots
- Il velo dipinto
- The Promise
- A Scanner Darkly - Un oscuro scrutare
- L'arte del sogno (co-produzione con Gaumont, France 3 Cinema e Canal+)
- Truce

### 2007
- Chaos Theory
- Suburban Girl
- Il bacio che aspettavo
- L'uomo che cadde sulla Terra (remake del film del 1976)
- Nella valle di Elah
- I ragazzi di dicembre
- The 11th Hour - L'undicesima ora
- Death-Breed
- Niente velo per Jasira

### 2008
- Funny Games
- Snow Angels
- The Millionaire